# سیمون میسیرولی
سیمون میسیرولی (انگلیسی: Simone Missiroli؛ زادهٔ ۲۳ مهٔ ۱۹۸۶) بازیکن فوتبال اهل ایتالیا است.
از باشگاه‌هایی که در آن بازی کرده‌است می‌توان به باشگاه فوتبال کالیاری، باشگاه فوتبال رجینا، و باشگاه فوتبال ساسولو اشاره کرد.
وی همچنین در تیم ملی فوتبال زیر ۲۰ سال ایتالیا بازی کرده‌است.